# チュット・ソヴァン・パンニャー
チュット・ソヴァン・パンニャー (Chhet Sovan Panha) は、カンボジアの歌手。カンボジア音楽史上、最も速くスターに昇りつめたうちの一人である。彼女は十代のポップ・プリンセスであり、カンボジア国内で多くのレコードを売り上げている。

## 子供時代
チュット・ソヴァン・パンニャーは1986年、豊かな家庭に生まれた。彼女の父は彫刻家で、比較的高い生活水準を享受できる収入があった。彼女は、大学卒である。彼女は幼い頃から歌うことが好きで、数多くの舞台に立っていた。

## 初期
19歳のとき、彼女はカンボジアの CTN テレビの音楽ショーのオーディションを受け、ラスメイ・ハン・メー・プロダクション (Rasmey Hang Meas Production) の歌手になった。プロデューサーたちは、彼女のソウルフルでロック的な声に、すぐに引きつけられた。彼女は、ラスメイ・ハン・メー・プロダクションと5年間の契約を交わした。彼女は、ラスメイ・ハン・メー・プロダクションで最も若い歌手である。

## 音楽
彼女のアルバムは、次々とチャートの上位に立った。彼女の最初の曲『ねずみは米がすき』（Mouse Loves Rice）がすぐにトップに躍り出たことで、彼女はポップの女王になった。彼女のデビューアルバム『Passion』 (2005) の国内での売り上げは140万枚という驚くべき数字で、カンボジア音楽史上、女性アーティストのデビューアルバムで最高の売り上げとなった。『Passion』の成功を受けて、パンニャーは、さらに音楽に取り組み続けた。これまでのところ、彼女の最も成功したアルバムは、国内で約200万枚を売った『Guitarist In Tears』 (2007) である。彼女は、自らの曲全てでビデオ・クリップを制作しているただ一人のアーティストである。彼女は多くの賞を獲得して、Preap Sovath と Pich Sophea のような伝説的なスターと並び立っている。

## ディスコグラフィー

### アルバム
- 2005: Passion
- 2006: Dance Revolution
- 2006: Kong Xi Fa Cia
- 2006: Family
- 2006: Romance Of The Wind
- 2006: Love Tree
- 2006: Merry Christmas
- 2007: Guitarist In Tears
- 2007: Comedy Dance
- 2007: Cartoon Moodiness
- 2007: Kiss Me
- 2007: Millions Of Hope

### DVD
- 2006: Best Of The Best 2006
- 2006: Xtreme Zone
- 2007: Best Of The Best 2007